# Universidade de Kingston
A Universidade de Kingston (anteriormente Kingston University London) é uma universidade pública localizada em Kingston upon Thames, Londres, Reino Unido. Foi fundada em 1899, porém, só se tornou universidade em 1992 depois de ser o Politécnico de Kingston.

## História
Kingston foi fundada como Instituto Técnico de Kingston em 1899. Em 1930 a Escola de Arte de Kingston se separou, mais tarde para se tornar Faculdade de Arte de Kingston. Kingston foi reconhecida como um Colégio Regional de Tecnologia pelo Ministério da Educação em 1957. Em 1970, fundiu-se com a faculdade da arte para transformar-se Politécnico de Kingston, oferecendo 34 cursos de graduação, de que 17 eram de grau acadêmico. Em 1975, Kingston fundiu-se com o Colégio de Educação Gipsy Hill, fundada em 1917, incorporando colégio à Faculdade em Kingston Divisão de Estudos Educacionais.
Universidade de Kingston ganhou o status de universidade através da Lei de Ensino Superior de 1992. Em 1993, Kingston inaugurou o campus Roehampton Vale and in 1995, Kingston adquiriu o museu Dorich House.

## Câmpus

### Penrhyn Road
Este é o principal campus universitário localizado perto do centro do borough de Kingston. Além de instalações de ensino, tem uma biblioteca, centro de saúde e cantina. Abriga os cursos de graduação de Artes e Ciências Sociais, Engenharia Civil, Topografia e Planejamento, Informática e Sistemas de Informação e Matemática, Ciências da Terra e Geografia, Estatística, Biociências, Farmácia, Química e Ciências Farmacêuticas e Radiografia. Do outro lado da rua está o Teatro Reg Bailey com uma área de palco usada por estudantes de Teatro e Dança.

### Kingston Hill

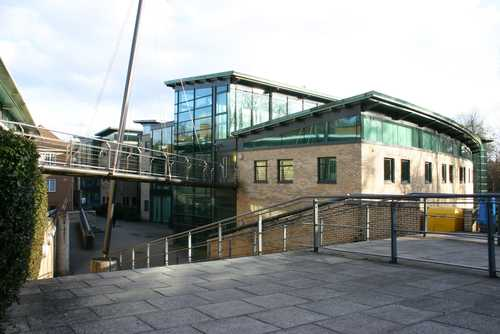
Campus Kingston Hill

Com os seus próprios salões e numerosos parques de estacionamento (incluindo o parque de estacionamento de sete andares) Kingston Hill atende principalmente os cursos de Enfermagem, Direito, Educação, Negócios, Música, Saúde e Ciências Sociais. Antes de 1989 o campus era conhecido como Gipsy Hill.

### Knights Park

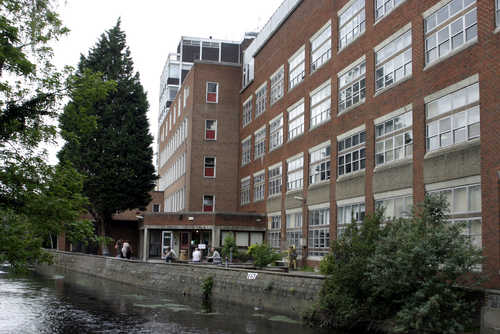
Knights Park campus

O campus é localizado na estrada de Grange, perto da estrada de Penrhyn, abriga a Faculdade de Arte, Design e Arquitetura, e fornece cursos de graduação em Arquitetura, História da Arte e Design, Design de Interiores, Design de Produtos e Móveis, Design Gráfico, Produção Cinematográfica, Fotografia, Ilustração e Animação, Belas Artes e Moda.

### Roehampton Vale
O campus Roehampton Vale é localizado na Avenida Friars, nos arredores de Kingston. Abrange boa parte dos cursos de Engenharia (exceto Engenharia Civil). Instalações no local incluem um túnel de vento, oficinas de engenharia, simulador de voo, possibilidade de voar no jato executivo Learjet-200, além de recursos de aprendizagem automotiva e aeronáutica.

## Faculdades
A Universidade de Kingston é dividida em cinco faculdades:
- Faculdade de Arte, Design e Arquitetura
- Faculdade de Letras e Ciências Sociais
- Faculdade de Direito e Negócios
- Faculdade de Saúde, Assistência Social e Educação
- Faculdade de Ciências, Engenharia e Computação

## Ex-alunos notáveis
- Eric Clapton, guitarrista, cantor e compositor de rock[12]
- Aphex Twin, músico de música eletrônica[13]
- David Chipperfield, arquiteto
- Sandy Denny, cantora de folk
- Ben Barnes, ator
- Gail Emms, jogador de badminton, medalhista de prata olímpico e de ouro da Commonwealth
- Jessie Cave, atriz
- Graeme Le Saux, jogador de futebol
- Tom Wright, arquiteto
- Ed McKeever, campeão mundial de caiaque e medalhista de ouro olímpico
- Jasper Morrison, designer de produto
- Keith Relf, vocalista do The Yardbirds[14]